# Universidad Rey Juan Carlos (metropolitana di Madrid)
Universidad Rey Juan Carlos è una stazione della linea 12 della metropolitana di Madrid. Si trova presso il Campus della Universidad Rey Juan Carlos, nel comune di Móstoles. È la stazione della Metropolitana di Madrid con il nome più lungo.

## Storia
La stazione della metropolitana fu inaugurata il 11 aprile 2003 insieme alle stazioni tra Colonia Jardín e la stazione Puerta del Sur sulla linea 10.
A seguito di lavori, nel 2014 e il 2015, la stazione rimase chiusa. La ragione di questi lavori è stata la sostituzione delle rotaie e della massicciata. I miglioramenti, che hanno avuto un costo di 12,5 milione di euro, hanno permesso ai treni di circolare a più di 70 chilometri all'ora rispetto ai 30 chilometri con cui circolavano prima dei lavori.

## Interscambio
- 519A, 522, 526, SE3